# Periodonikès

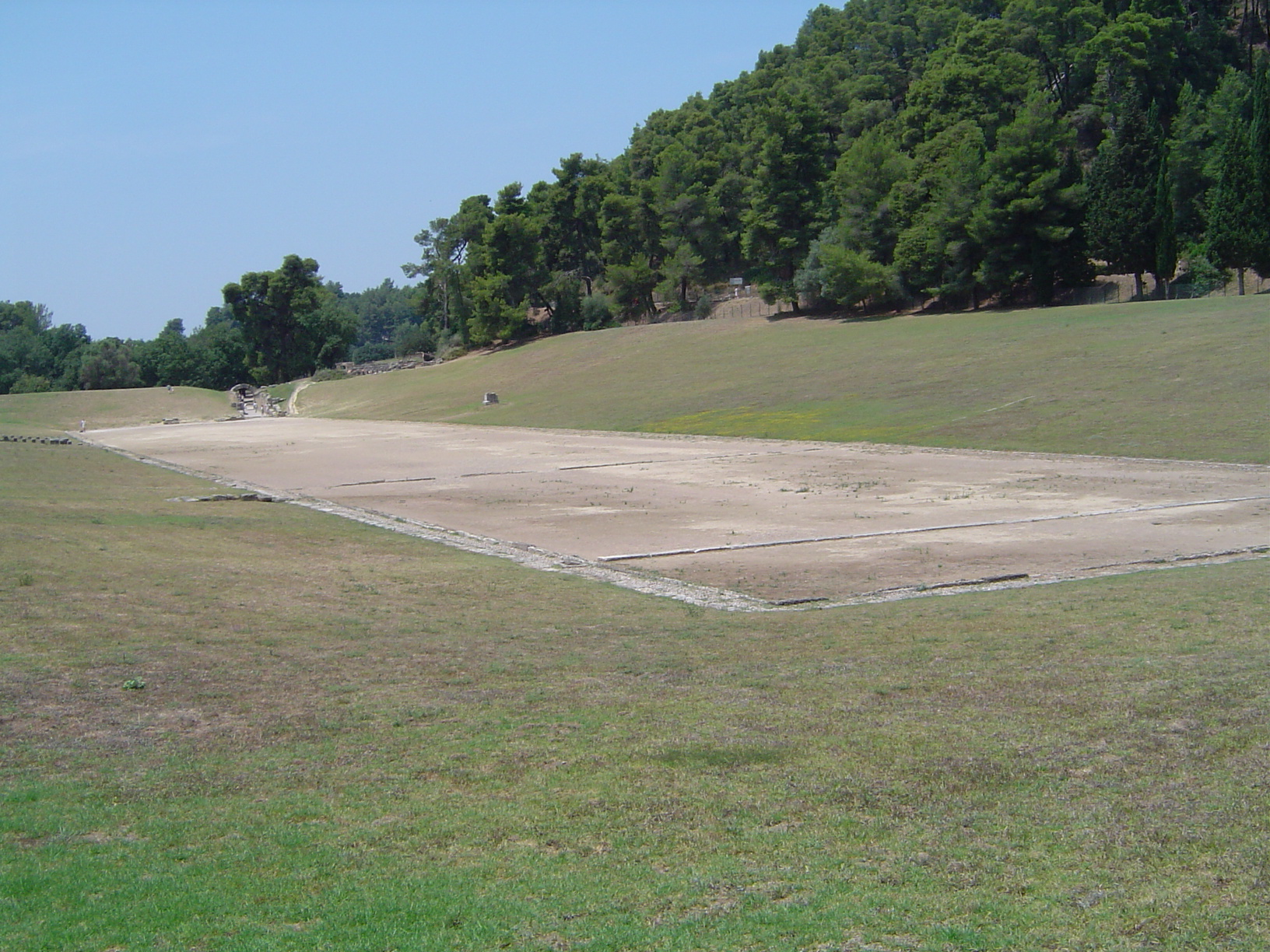
Le stade d'Olympie.

Le titre de periodonikès (grec ancien : περιοδονίκης) était accordé à un athlète de la Grèce antique ayant remporté une victoire à chacun des jeux pentétériques au cours de la « période » (περίοδος).
Le terme n'apparut qu'à l'époque hellénistique. Le titre fut cependant attribué rétroactivement.
Les jeux périodiques étaient à l'origine les jeux olympiques, les jeux isthmiques, les jeux néméens et les jeux pythiques. Lorsque la période fut étendue à l'époque hellénistique avec des jeux isolympiques, un athlète, pour être reconnu « periodonikès », devait l'emporter lors de quatre des jeux. S'ajoutèrent ainsi les Héraia d'Argos, les Actia de Nicopolis, les Sebasta (les « Jeux Augustes ») de Néapolis et les Capitolia de Rome. Un athlète qui remportait alors à tous les jeux était dit « periodonikès téléios ». Néron se proclama « periodonikès pantonikès ». 

## Sources
- (en) Mark Golden, Sport in the Ancient World from A to Z, Londres, Routledge, 2004, 184 p. (ISBN 0-415-24881-7).
- (en) David Matz, Greek and Roman Sport : A Dictionnary of Athletes and Events from the Eighth Century B. C. to the Third Century A. D., Jefferson et Londres, McFarland & Company, 1991, 169 p. (ISBN 0-89950-558-9)
- (en) Stephen G. Miller, Ancient Greek Athletics, New Haven et Londres, Yale U. P., 2004, 288 p. (ISBN 0-300-10083-3).